# Société archéologique de Touraine
 (juillet 2023).
 (juillet 2023).
La Société archéologique de Touraine (SAT), fondée en 1840 et reconnue d'utilité publique en 1872, accueille tous ceux, amateurs ou curieux, étudiants ou professionnels, qui s’intéressent, œuvrent ou veulent œuvrer à l’étude, la défense et l'illustration du passé de la Touraine et de son patrimoine.

## Historique

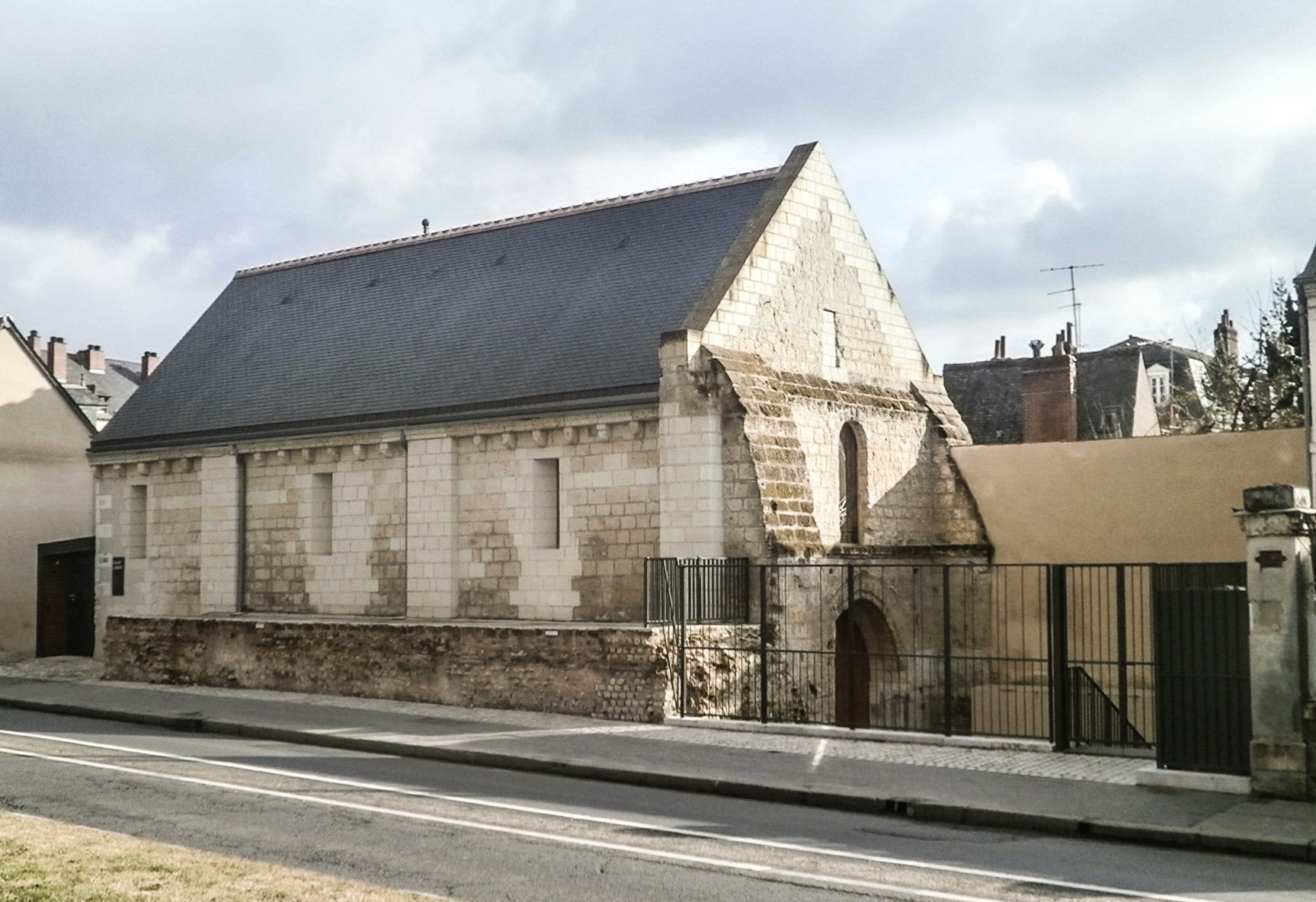
La chapelle Saint-Libert, à Tours, espace de travail de la Société.

Le 23 juin 1840, des membres tourangeaux de la Société française pour la conservation des monuments historiques (aujourd'hui Société française d'archéologie) se réunissent en commission (le banquier Henry Goüin (1782-1861), le médecin Alexandre Giraudet (1797-1863), l'industriel Noël Champoiseau (1795-1859), et l'abbé François Manceau (1805-1855)) pour élaborer et présenter en séance publique les statuts d’une nouvelle association. Le premier bureau a comme président Henry Goüin, comme secrétaire général Alexandre Giraudet, comme secrétaire général-adjoint l’abbé Manceau, comme trésorier-archiviste Louis-Pierre Boilleau (1792-1872, archéologue, fondateur du musée archéologique de Tours). La société compte alors 35 membres titulaires, 43 correspondants et 9 membres honoraires dont Arcisse de Caumont, François Guizot et Prosper Mérimée.
Elle est reconnue d’utilité publique en juin 1872 par Jules Simon, ministre de l'Instruction publique et des Beaux-Arts, grâce à Charles de Grandmaison, 7e président de la société.
Ses collections, de plus de 30 000 pièces, fruits des dons des membres et d’achats, s’étalent de la Préhistoire à l’époque contemporaine, en relation le plus souvent avec la Touraine. Elles sont présentées à l’Hôtel Goüin à Tours, donné par la famille Goüin à la société au XXe siècle, devenu musée de la société depuis la fin des années 1960 et vendu pour un franc symbolique au Conseil général d'Indre-et-Loire en 1977, faute de moyens pour son entretien. Les collections d’archéologie et d'art qui y étaient réunies, ont été remises entre les mains du Conseil général, à titre de dépôt pour trente ans. Une partie de ces collections seront exposées à l'Hôtel Goüin, lors de la réouverture du musée, après sa réorganisation encore en cours en 2014 ; une partie des collections de Préhistoire est transférée dans le Musée de la préhistoire du Grand-Pressigny.
Au cours du XXe siècle, la société eu son siège également dans l'hôtel de Jean Galland, qu'elle a pu acquérir grâce à un don d'André Goüin.
S'étant rendue propriétaire de l'ancienne chapelle Saint-Libert en 2011, elle la fait restaurer et aménager avec l'objectif d'en faire son siège social ainsi qu'un espace privilégié de travail, de réunions et d'expositions. Tous travaux terminés, l'inauguration de la chapelle a lieu en mai 2016. La Société archéologique de Touraine adopte un nouveau logo ; elle compte, en 2014, plus de 580 membres. Après l'achat et la rénovation, la société inaugure en octobre 2022 la bibliothèque d'Histoire de la Touraine (BHT).

### Liste des présidents de la SAT
De 1840 à 2017, 32 présidents se sont succédé à la tête de la SAT.
- 1840-1845 : Henry Goüin
- 1845-1848 : Noël Champoiseau
- 1848-1853 : Charles Mourain de Sourdeval
- 1853-1859 : abbé Jean-Jacques Bourassé
- 1859-1862 : Henry Lambron de Lignim
- 1862-1868 : abbé Jean-Jacques Bourassé
- 1868-1871 : Charles de Grandmaison
- 1871-1875 : abbé Casimir Chevalier
- 1875-1878 : Alfred Boulay de la Meurthe
- 1878-1883 : abbé Augustin-Hubert Juteau
- 1883-1889 : Léon Palustre
- 1889-1892 : Joseph Delaville Le Roulx
- 1892-1894 : Léon Palustre
- 1895-1901 : chanoine Louis-Auguste Bossebœuf
- 1901-1904 : Henry Faye
- 1904-1910 : Louis de Grandmaison
- 1910-1917 : Édouard Gatian de Clérambault
- 1917-1919 : Charles Bonnin de La Bonninière de Beaumont
- 1919-1926 : Alfred Boulay de la Meurthe
- 1926-1932 : chanoine Victor Guignard
- 1932-1938 : Émile Roque
- 1938-1940 : Louis de Grandmaison
- 1940-1949 : Dr Robert Ranjard
- 1949-1954 : Robert Milliat
- 1954 : Léopold Bariller
- 1955-1961 : Albert Philippon
- 1961-1967 : Pierre Leveel
- 1967-1970 : Pierre Boille
- 1970-1976 : Eugène Pépin
- 1976-1979 : Pierre Leveel
- 1979-1985 : Pierre Boille
- 1985-1991 : Jacques Dubois
- 1991-1997 : Dr Jean Moreau
- 1997-2003 : général Jean-Jacques Montigaud
- 2003-2009 : Alain Jacquet
- 2009-2015 : Yves Cogoluègnes
- 2015-2018 : Philippe Rouillac
- 2018-2021 : Yves Cogoluègnes
- 2021-2022 : Michel Rapoport
- 2022-2024 : Yves Cogoluègnes
- 2024-*        : Evelyne Chastel

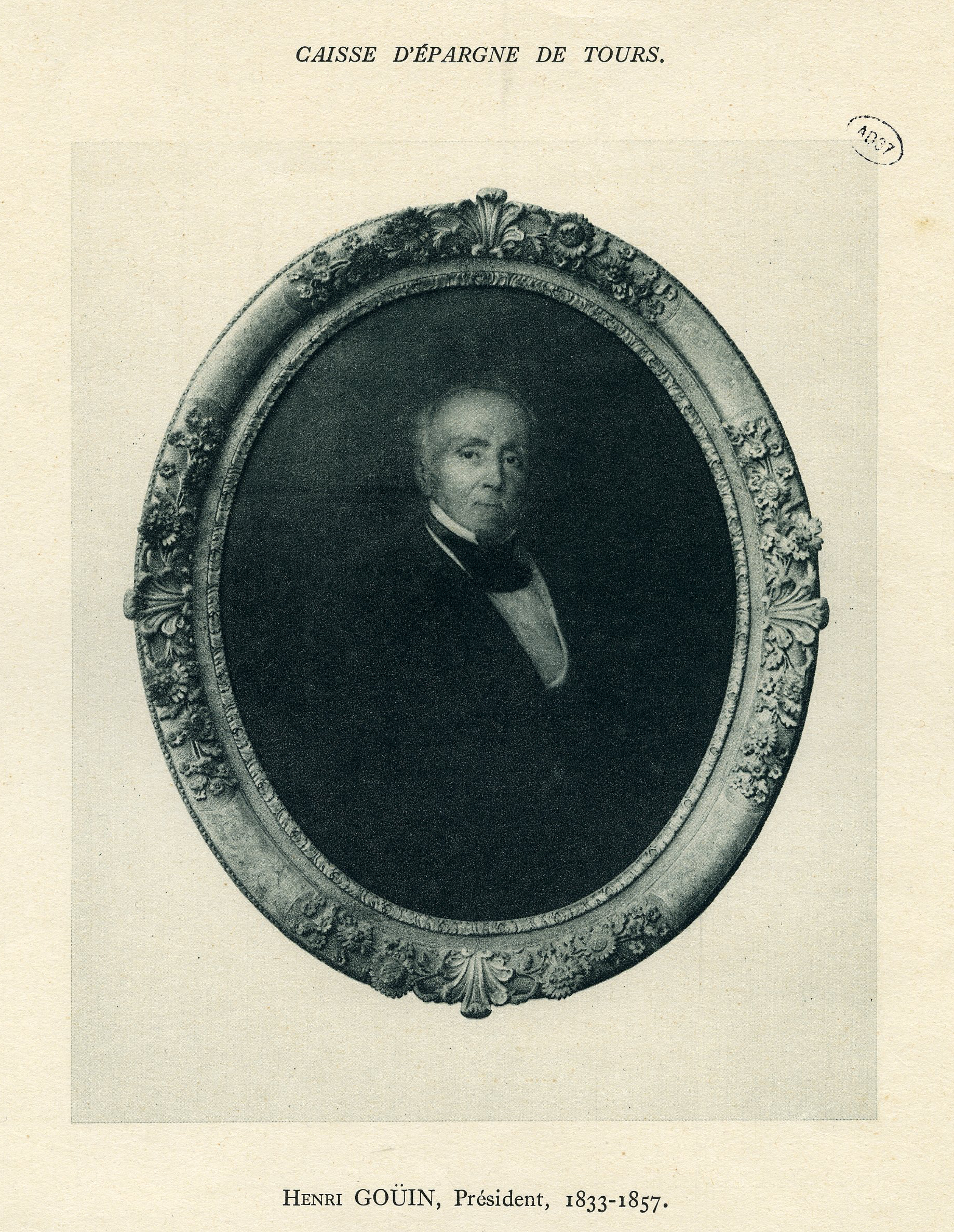
Portrait d'Henri Goüin (1840-1845)
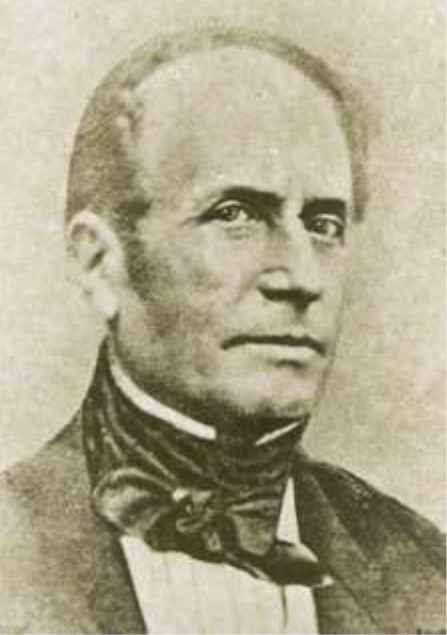
Portrait de Noël Champoiseau (1845-1848)
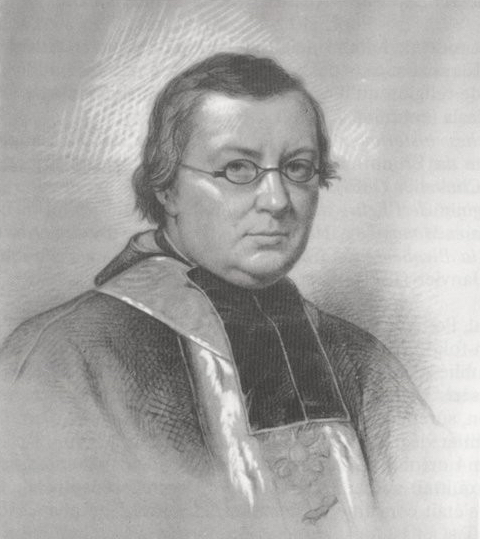
Portrait de l'abbé Jean-Jacques Bourassé (1853-1859, 1862-1868)
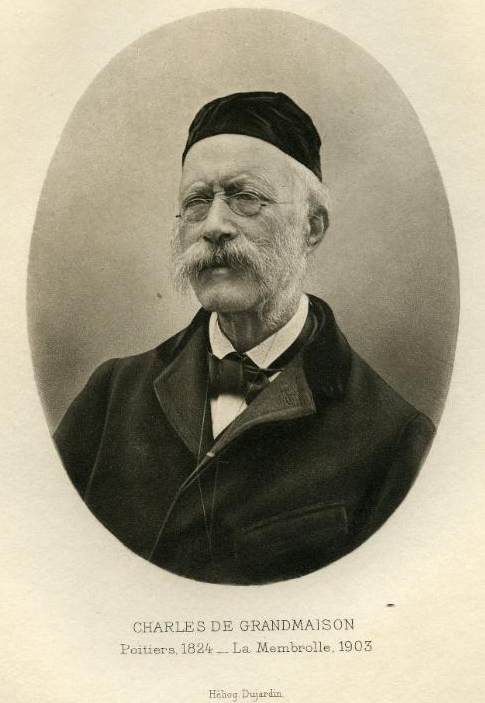
Portrait de Charles de Grandmaison (1868-1871)
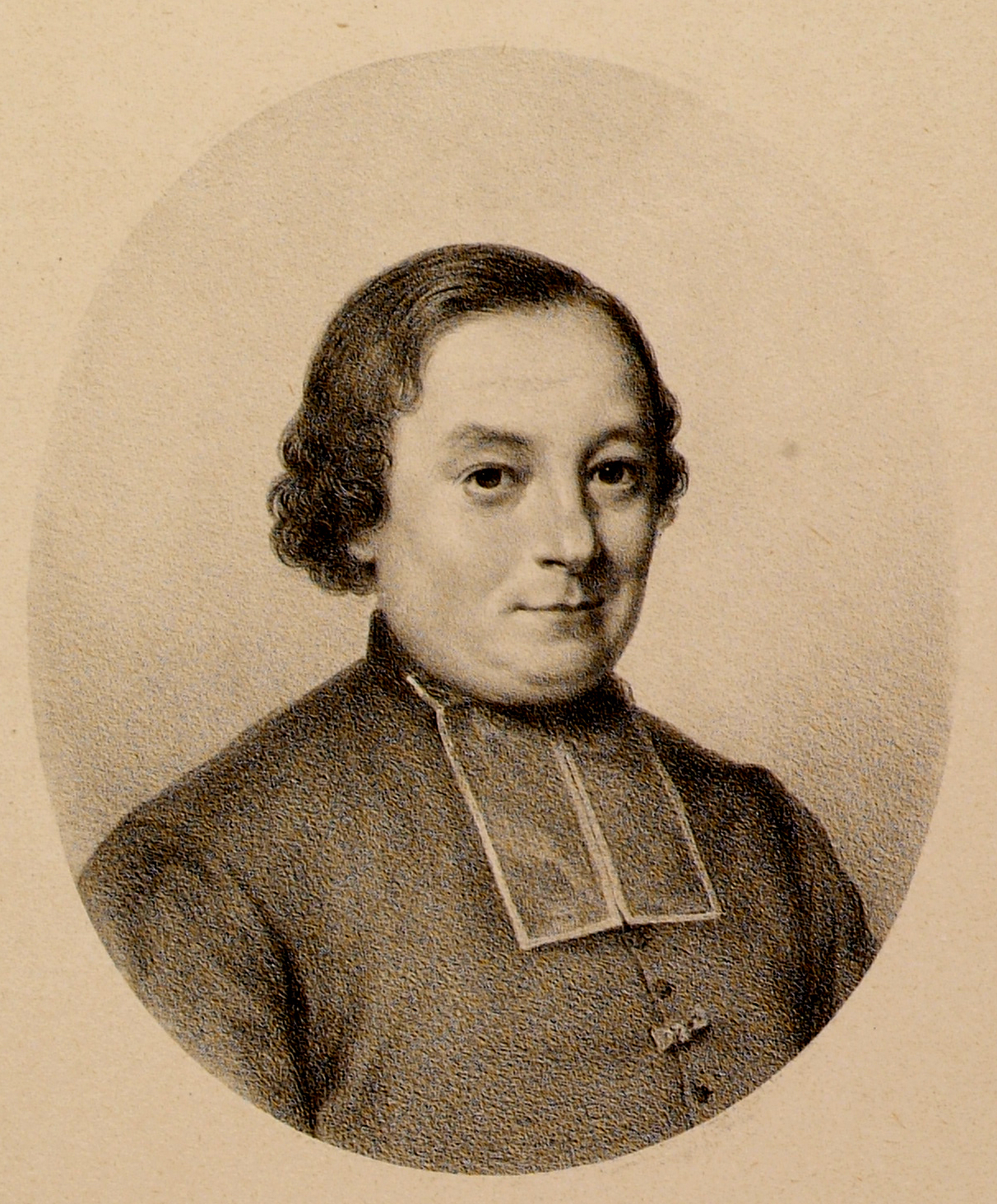
Portrait de l'abbé Casimir Chevalier (1871-1875)
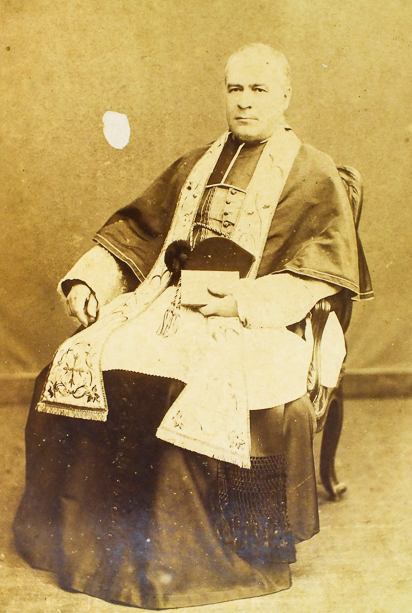
Portrait de l'abbé Augustin-Hubert Juteau (1878-1883)
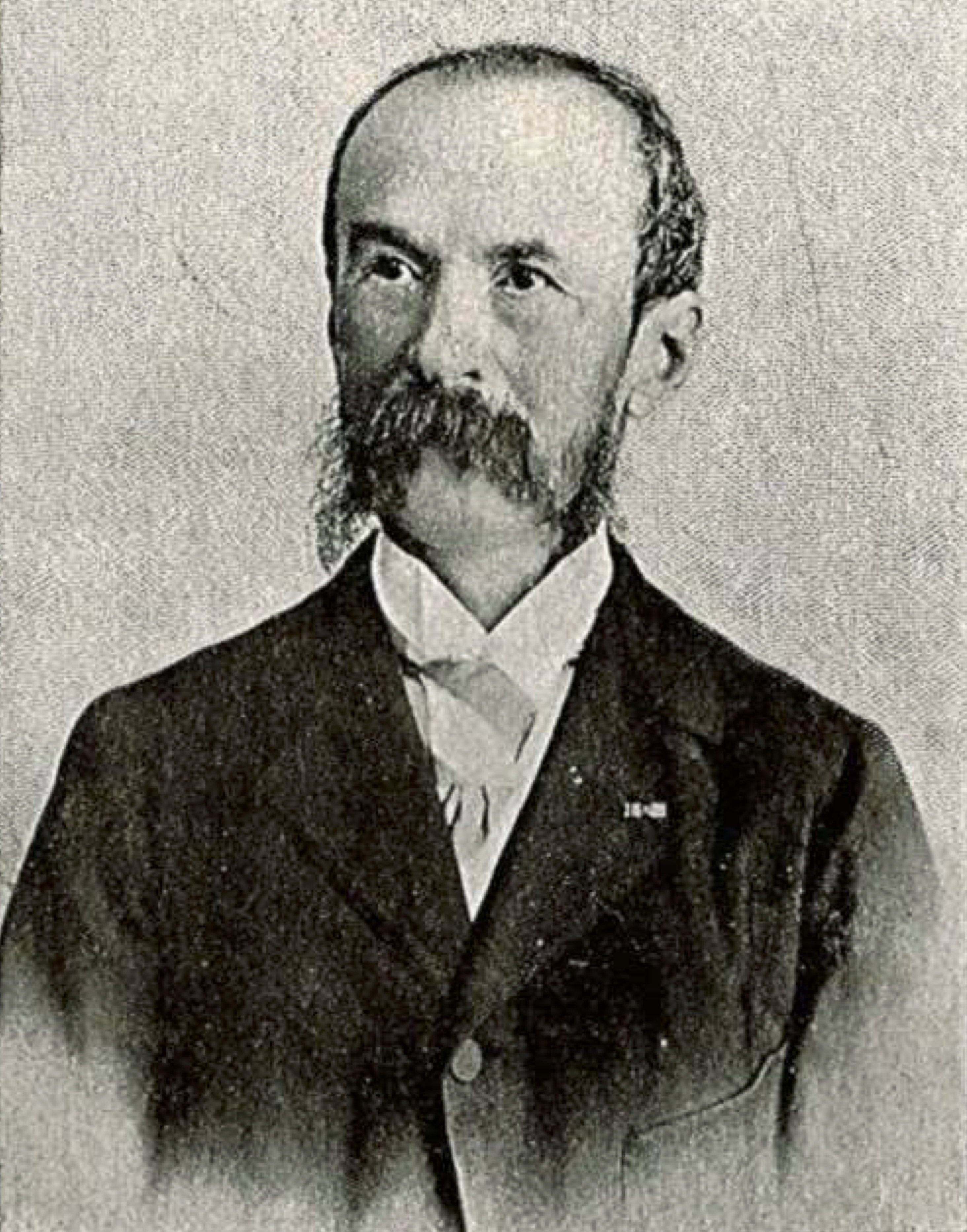
Portrait de Léon Palustre (1883-1889, 1892-1894)

### Liste des secrétaires de la SAT
- 1889- : chanoine Louis-Auguste Bossebœuf

## Objectifs
La Société archéologique de Touraine organise chaque fin de mois une séance au cours de laquelle sont présentées aux sociétaires des communications savantes concernant la Touraine. Un bulletin annuel, contenant le texte des communications présentées au cours des séances mensuelles, paraît chaque année. La société publie également des mémoires, des catalogues d’exposition et les tables de ses publications, dont elle assure la vente dans le local de sa bibliothèque et par correspondance. Elle organise, pour ses sociétaires, des sorties permettant de découvrir des sites et des monuments méconnus du patrimoine local, sous la direction de spécialistes.
La société assure comme par le passé la conservation d'importantes collections :  photographies anciennes (environ 15 000), issues pour partie du fonds de l'ancienne Société de photographie de Tours (1891-1960), cartes et documents figurés, monnaies (environ 4 000), et sceaux, sans compter les livres et brochures (environ  8 500), les centaines de collections de revues de sa bibliothèque d'étude (infra).

## Bibliothèque

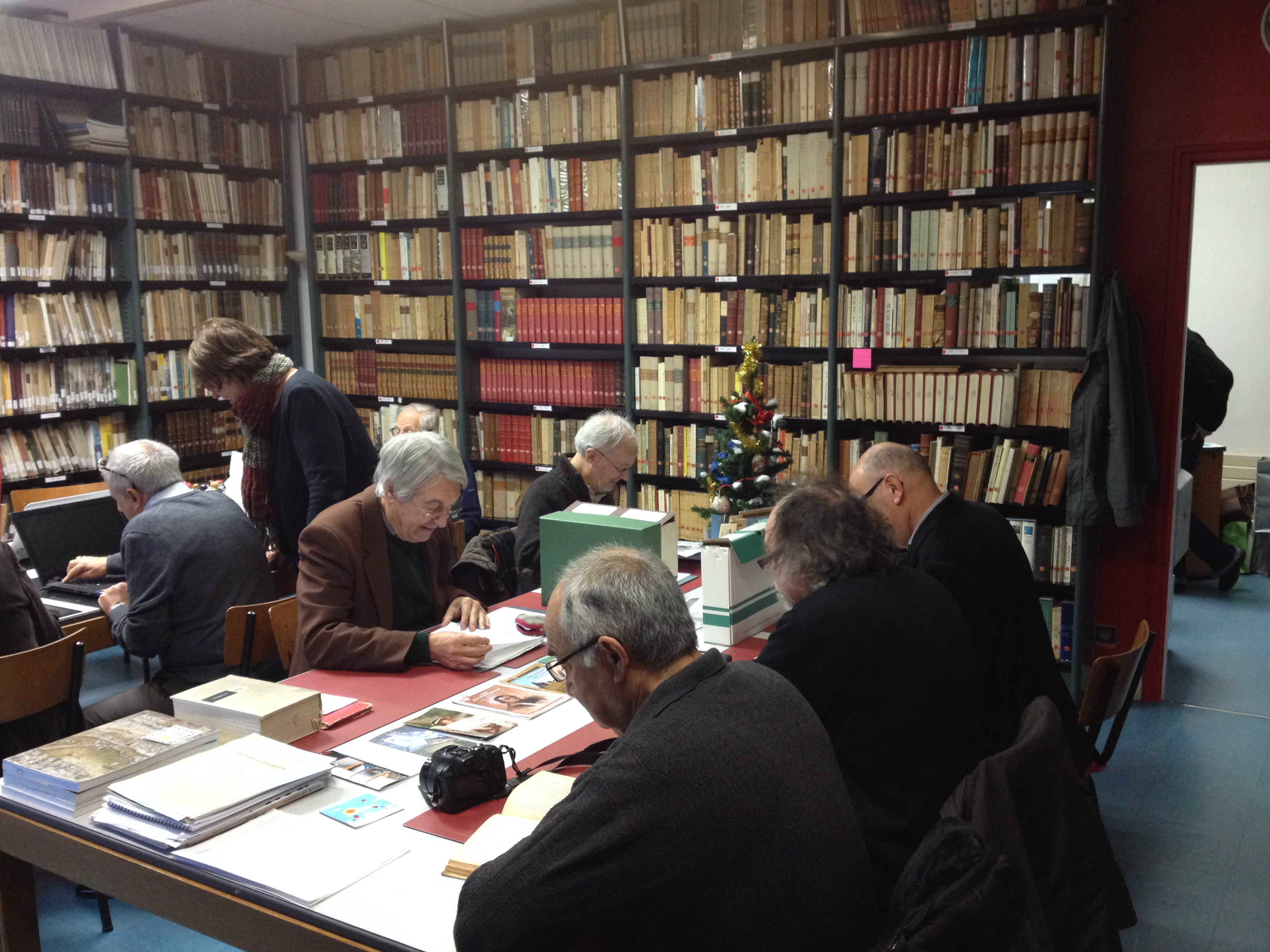
La salle de lecture de la bibliothèque au rez-de-chaussée du Logis (décembre 2014).

La première bibliothèque d'étude de la société, créée en 1840, a été détruite le 19 juin 1940, dans l'incendie de la bibliothèque municipale de Tours, où elle avait été mise en dépôt en 1909. Elle a depuis été reconstituée et réinstallée en 1958 dans le bâtiment de la nouvelle bibliothèque municipale, puis, en 2012, au rez-de-chaussée du Logis des Gouverneurs du château de Tours où se situe la salle de lecture et l'accueil du public et, en 2016, à son premier étage (pour 55 m2), ce qui lui a permis, d'une part, de redéployer ses collections et de rapatrier le stock des périodiques encore entreposé à la bibliothèque municipale, d'autre part d'étendre son espace de travail et d'animation. En 2019, la société fait l'acquisition, 2 rue des Maures, tout près du Logis des Gouverneurs, d'un bâtiment destiné à accueillir la bibliothèque d'Histoire de la Touraine (BHT). En octobre 2022, elle est ouverte au public et peut accueillir au rez-de-chaussée les lecteurs et stocke les ouvrages sur trois niveaux.
Longtemps animée par une équipe de sociétaires autour de Daniel Schweitz, la bibliothèque aujourd'hui dirigée par Florence Cailleau compte aujourd'hui, outre la collection complète des mémoires et bulletins publiés par la société depuis 1840, environ 11 000 livres et brochures traitant notamment de l'histoire, de l'archéologie et du patrimoine de la Touraine et des provinces limitrophes, un fonds d'archives privées. L'accès est libre à tout chercheur ou lecteur autorisé en salle, qui peut trouver sur place l'aide nécessaire auprès de la bibliothécaire. Les publications de la Société sont par ailleurs consultables en plusieurs endroits à Tours : Archives départementales, Archives municipales, Bibliothèque centrale de prêt et Centre des archives contemporaines d'Indre-et-Loire, ainsi que sur Gallica et en divers lieux à Paris et en France. La bibliothèque de la société fournit des outils pour les recherches dans ses publications Un compte rendu annuel d'activité est publié dans le Bulletin depuis 2006.